# The Gladiators (Band)
The Gladiators sind eine jamaikanische Roots-Reggae-Band.

## Geschichte
Die Geschichte der Gladiators beginnt 1968, zunächst mit Albert Griffiths, David Webber und Errol Grandison. 1969 ersetzte Clinton Fearon David Webber und 1973 verließ Errol Grandison die Gruppe und wurde durch Gallimore Sutherland abgelöst. Seither bestand das Trio also aus Albert Griffiths, Clinton Fearon und Gallimore Sutherland.
Ihre ersten Aufnahmen kamen in Clement Dodds („Sir Coxsone“) legendärem Studio One zustande. Von 1976 bis 1981 hatten sie dann einen Vertrag mit Virgin; 1982 bis 1984 bei Nighthawk Records und
seit 1985 bei Heartbeat unter Vertrag. Dieses Vertragsverhältnis endete 1991 mit Valley of Decision.
2002 kam das Album Once upon a time in Jamaica heraus.
2004 stellte Albert Griffiths auf Father and Sons seine beiden Söhne Al und Anthony musikalisch vor. Clinton Fearons Solo-Projekt hat den Namen „Boogie Brown Band“. Proverbial Reggae, Sweet So Till und Studio One Presenting the Gladiators wurden kürzlich als Audio-CD wiederaufgelegt.
Albert Griffiths starb im Dezember 2020 im Alter von 74 Jahren in Saint Elizabeth Parish.

## Diskografie (Auswahl)

### Alben
- Trenchtown Mix-Up (1976, 2000)
- Studio 1 Presenting (1977, 2002)
- Proverbial Reggae (1978, 2002)
- Sweet So Till (1979, 2002)
- Naturality (1979)
- GladiAtors (1980)
- Babylon Street (1982)
- Reggae To Bone (1982)
- Symbol of Reality (1982)
- Live at Reggae Sunsplash 1982 (1982, live mit Israel Vibration)
- Back To Roots (1982, 2000)
- Calling Rastafari (1982, mit Burning Spear)
- ‘83 US Tour EP (1983)
- Serious Thing (1984)
- Show-down vol. 3 (1984 mit Don Carlos)
- Country Living (1985, 1991)
- In Store For You (1988)
- On The Right Track (1989)
- Valley of Decision (1991, 1999)
- A True Rastaman (1992)
- The Storm (1994)
- The Cash (1996)
- Alive & Fighting (1997, live)
- At Studio 1 (Bongo Red) (1998)
- Strong to Survive (1999)
- Sold out : Live tour 1997 / 1999 (2000)
- Something a Gwaan! (2000)
- Once Upon a Time in Jamaica (2002)
- Father and Sons (2004)

### Kompilationen
- Studio 1 Presenting (1977, 2002)
- Vital Selection (1981)
- Gladiators By Bus (1982)
- Dreadlocks the Time Is Now (1983, 1990)
- Whole Heap (1989)
- Full Time (1995)
- At Studio 1 (Bongo Red) (1998)